# Alexander Hallén
Alexander Hallén (* 1993) ist ein schwedischer Unihockeyspieler, welche beim Nationalliga-A-Verein Zug United unter Vertrag steht.

## Karriere
2020 stiess Hallén vom Schwedischen Spitzenverein IBF Falun zu den Zentralschweizern. Am 25. Januar 2021 verkündete der Verein, dass der Kontrakt mit dem Schweden ausgeweitet wurde.